# Myiarchus
A Myiarchus a madarak (Aves) osztályának verébalakúak (Passeriformes) rendjébe és a királygébicsfélék (Tyrannidae) családjába tartozó nem.

## Rendszerezésük
A nemet Jean Cabanis német ornitológus írta le 1844-ben, az alábbi fajok tartoznak ide:
- Myiarchus swainsoni
- feketefejű rozsdafarktirannusz (Myiarchus tuberculifer)
- Myiarchus barbirostris
- Myiarchus venezuelensis
- Myiarchus cephalotes
- Myiarchus apicalis
- Myiarchus phaeocephalus
- Myiarchus panamensis
- Myiarchus ferox
- Myiarchus validus
- Myiarchus yucatanensis
- szürketorkú légykapó (Myiarchus cinerascens)
- nutting-rozsdafarktirannusz (Myiarchus nuttingi)
- Myiarchus flavidior[1] vagy Myiarchus nuttingi flavidior[2]
- Myiarchus cooperi[1] vagy Myiarchus tyrannulus cooperi[2]
- galápagosi rozsdafarktirannusz (Myiarchus magnirostris)
- fakó rozsdafarktirannusz (Myiarchus tyrannulus)
- Myiarchus nugator
- nagy rozsdafarktirannusz (Myiarchus crinitus)
- Myiarchus sagrae
- Myiarchus stolidus
- Myiarchus antillarum
- Myiarchus oberi
- Myiarchus semirufus[2] vagy Muscifur semirufus[1]

## Előfordulásuk
Az egész amerikai kontinensen honosak. Természetes élőhelyeik a szubtrópusi vagy trópusi erdők, szavannák és cserjések, folyók és patakok környékén, valamint emberi környezet.

## Megjelenésük
Testhosszuk 15-22 centiméter körüli.